# دویچه زپلین ریدرای
دویچه زپلین ریدرای (به انگلیسی: Deutsche Zeppelin Reederei) یک شرکت هواپیمایی است که در ۱ ژانویه ۲۰۰۱ میلادی تأسیس شده و در ۱۵ اوت ۲۰۰۱ فعالیتش را آغاز کرده‌است. دفتر مرکزی دویچه زپلین ریدرای در فریدریشسهافن، آلمان واقع شده‌است و به ۱۲ مقصد، پرواز انجام می‌دهد.